# Brian Norman Jr.
Brian Norman Jr. est un boxeur américain né le 23 novembre 2000 à Decatur (Géorgie).

## Carrière
Passé professionnel en 2018, il remporte le titre de champion du monde des poids welters WBO le 29 mars 2025 en battant par arrêt de l'arbitre au 3e round Derrieck Cuevas. Norman conserve sa ceinture le 19 juin 2025 après sa victoire par KO au 5e round contre Jin Sasaki.

## Référence
1. ↑  (en) Brian Norman Jr. vs. Derrieck Cuevas (boxrec.com)